# Д’Эстре, Виктор Мари
Виктор Мари д’Эстре (фр. Victor Marie d'Estrées; 30 ноября 1660, Париж — 27 декабря 1737, Париж) — маршал Франции (14 января 1703 года).

## Биография
Сын флотоводца, адмирала графа Жана Д’Эстре, племянника фаворитки короля Генриха IV — Габриэль д’Эстре. Внук маршала и пэра Франции, епископа Нуайона Франсуа-Аннибала д’Эстре (1573—1670). Брат дипломата Жана Эстраде.
Участвовал в морских экспедициях отца, в 1697 году бомбардировал Барселону и Аликанте.
В 1703 году пожалован маршалом Франции; содействовал морской победе у Малаги в 1704 году. В 1715 году назначен председателем морского совета.